# Ruch Pedagogiczny
Ruch Pedagogiczny – polskie czasopismo naukowe wydawane od 1912. Skierowane jest do środowiska naukowego, poświęcone pedagogice jako nauce i jako myśleniu o wychowaniu, a także refleksjom nad praktyką edukacyjną w wielu aspektach, w tym psychologicznym, socjologicznym, filozoficznym, historycznym i porównawczym. Jego misją było i jest udostępnianie miejsca dyskusjom nad pedagogiką i wychowaniem, spojrzeniu krytycznemu i nowatorskiemu oraz upowszechnianie w środowisku nauczycielskim osiągnięć pedagogicznych i rezultatów badań empirycznych. 
W punktacji Ministerstwa Nauki i Szkolnictwa Wyższego z 2015 (część C) „Ruch Pedagogiczny” otrzymał 10 punktów. ISSN 0483-4992.

## Historia
Ruch Pedagogiczny wydawany był z inicjatywy Henryka Rowida, jego pierwszego redaktora naczelnego (1912–1933). Początkowo ukazywał się jako miesięczny dodatek do „Głosu Nauczycielstwa Ludowego”, organu Krajowego Związku Nauczycielstwa Ludowego. Od 1929 poświęcony nowym prądom w wychowaniu i nauczaniu, wpisywał się w klimat ruchu Nowego Wychowania. W roku 1930 został przekształcony w organ Wydziału Pedagogicznego Związku Nauczycielstwa Polskiego, a w kolejnych latach ukazywał się – z przerwą ok. 1939–1956 – jako miesięcznik, kwartalnik, dwumiesięcznik, pozostając związany z ZNP aż do 2016. Obecnie ukazuje się znów kwartalnie, a jego wydawcą jest Warszawska Wyższa Szkoła Humanistyczna im. Bolesława Prusa.
Na jego łamach publikowali między innymi: Henryk Rowid, Jan Władysław Dawid, Marian Falski, Maria Grzegorzewska, Helena Radlińska, Józef Mirski, Sergiusz Hessen, Stefan Szuman, Zygmunt Mysłakowski, Bogdan Suchodolski, Wincenty Okoń, Czesław Kupisiewicz, Władysław Zaczyński, Irena Wojnar. 

## Redaktorzy naczelni
- Henryk Rowid (1912–1933)
- Maria Grzegorzewska (1933–1939)
- Zygmunt Mysłakowski
- Wacław Wojtyński
- Józef Kwiatek
- Stefan Słomkiewicz
- Tadeusz Lewowicki
- Stefan Mieszalski
- Marian Surdacki

## Działy
Już w pierwszych latach działalności Ruchu Pedagogicznego wyłoniły się następujące działy: Artykuły, Recenzje, Kronika – prowadzone do dzisiaj. Obecnie RP publikuje teksty w stałych działach: Artykuły, Relacje z badań, Studia i opinie, Refleksje metodologiczne, Sylwetki pedagogów, Recenzje, Kronika.